# مارت کوسیک
مارت کوسیک (انگلیسی: Mart Kuusik; ۹ دسامبر ۱۸۷۷ – ۲۴ اوت ۱۹۶۵) قایقران روئینگ اهل امپراتوری روسیه بود.